# Pseudotrochalus nitidulus
Pseudotrochalus nitidulus är en skalbaggsart som beskrevs av Moser 1917. Pseudotrochalus nitidulus ingår i släktet Pseudotrochalus och familjen Melolonthidae. Inga underarter finns listade i Catalogue of Life.